# Missão de Assistência das Nações Unidas para o Iraque
A Missão de Assistência das Nações Unidas para o Iraque (em inglês:  United Nations Assistance Mission for Iraq, UNAMI) foi criada em 14 de agosto de 2003 mediante a Resolução 1500 do Conselho de Segurança das Nações Unidas. Apoia os esforços nacionais de desenvolvimento nos níveis político, eleitoral e humanitário em todo o Iraque. 
O seu mandato funciona através de um Representante Especial do secretário-geral das Nações Unidas no Iraque. O primeiro representante foi o brasileiro Sérgio Vieira de Mello, assassinado na sede das Nações Unidas em Bagdá por um carro-bomba em 19 de agosto de 2003. Seus sucessores no cargo foram Ashraf Qazi (2004-2007), Ad Melkert (2009-2011), Martin Kobler (2011-2013) e Nikolay Mladenov (2013-2015). Desde então, Ján Kubiš é Representante Especial no Iraque.